# 沙布尔新堡
沙布尔新堡（法語：Châteauneuf-de-Chabre，法語發音：[ʃatonœf də ʃabʁ]）是法国上阿尔卑斯省的一个旧市镇，属于加普区。

## 地理
沙布尔新堡（44°16'58"N, 5°49'10"E）面积23.9 平方千米，位于法国普罗旺斯-阿尔卑斯-蓝色海岸大区上阿尔卑斯省，该省份为法国东南部内陆省份，北起萨瓦省，西北接伊泽尔省，西南接德龙省，南至上普罗旺斯阿尔卑斯省，东北部与意大利接壤。
与沙布尔新堡接壤的市镇（或旧市镇、城区）包括：米松、昂托纳沃、梅乌日河畔巴雷、拉拉涅蒙泰格兰、诺萨日和贝内旺、圣皮耶尔阿韦、萨莱翁。

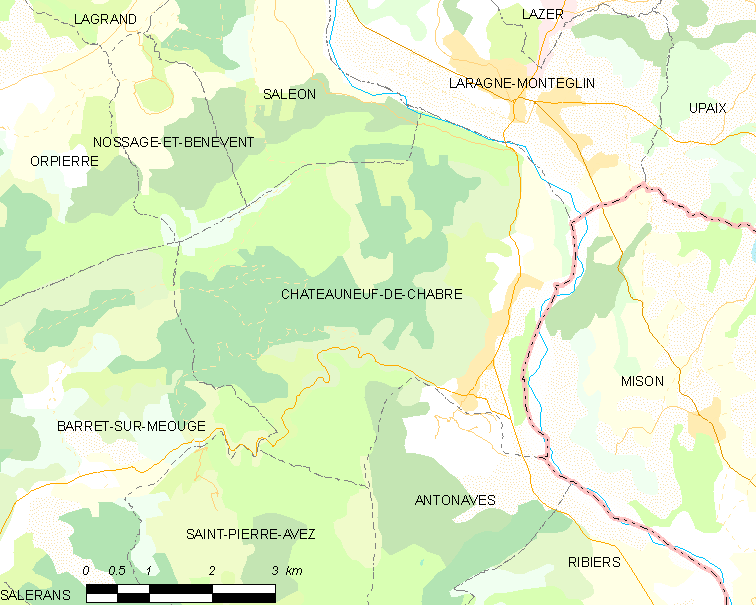
沙布尔新堡的OSM定位图

沙布尔新堡的时区为UTC+01:00、UTC+02:00（夏令时）。

## 行政
沙布尔新堡的邮政编码为05300，INSEE市镇编码为05034。

## 政治
沙布尔新堡所属的省级选区为拉拉涅蒙泰格兰县。

## 人口

1962-2008年间沙布尔新堡人口变化图示

沙布尔新堡于2018年1月1日时的人口数量为378人。